# Praia Inhame (ilha do Príncipe)
A Praia Inhame é uma praia do Arquipélago de São Tomé e Príncipe, localiza-se a Este da ilha do Príncipe entre a Baía de Santo Antônio e o Ilhéu Santana, frente ao povoado Praia Inhame.